# Rubén Darío Jaramillo Montoya
Rubén Darío Jaramillo Montoya (ur. 15 sierpnia 1966 w Santa Rosa de Cabal) – kolumbijski duchowny rzymskokatolicki, od 2017 biskup Buenaventura.

## Życiorys
Święcenia prezbiteratu otrzymał 4 października 1992 i został inkardynowany do diecezji Pereira. Kierował m.in. sekretariatem ds. duszpasterstwa społecznego, uniwersytetem katolickim w Pereirze oraz miejscowym seminarium. W latach 2011–2014 był ekonomem diecezjalnym.
30 czerwca 2017 otrzymał nominację na biskupa diecezji Buenaventura. Sakry biskupiej udzielił mu 29 lipca 2017 biskup Pereiry, Rigoberto Corredor Bermúdez.